# Lasocin (powiat sochaczewski)
Lasocin – wieś w Polsce położona w województwie mazowieckim, w powiecie sochaczewskim, w gminie Brochów. Ma status sołectwa.
W latach 1975–1998 miejscowość należała administracyjnie do województwa warszawskiego.